# Партньори
„Партньори“ (на английски: Sidekicks) е американски приключенски екшън комедийно-драматичен филм от 1992 г., режисиран от Аарон Норис с участието на Чък Норис и Джонатан Брандис.

## Сюжет
Внимание:  Текстът по-долу разкрива сюжета на произведението (или части от него)!
Бари Габревски е проблемно и тормозено от връстниците си астматично момче, което живее с овдовелия си баща Джери (Бо Бриджис) в Хюстън, Тексас. Бари е самотник и мечтае да бъде помощник на Чък Норис и да се бори с филмовите му врагове, които често се олицетворяват от насилници от ежедневието на Бари като Ранди Челини (Джон Бюканън). В тези фантазии Норийн Чан (Джулия Никсън-Соул), любимата учителка на Бари, често е девойката в беда, която той спасява.
Бари иска да учи бойни изкуства, но е отхвърлен от арогантния собственик на доджо Кели Стоун (Джо Пископо), защото е твърде слаб. Вместо това той е взет като ученик от стар китаец на име г-н Лий (Мако), чичо на Норийн и собственик на местния китайски ресторант „Пържен дракон“. Г-н Лий намира творчески начини да научи Бари да се защитава от своите хулигани и измисля тренировъчни методи, които повишават издръжливостта на Бари и облекчават астмата му. Лий също така се досеща за преклонението на Бари към героя на Чък Норис и от там за някои от мечтите на Бари. Той творчески включва това в обучението на Бари, разработвайки сценарии за обучение, които изглеждат по-опасни, отколкото са в действителност, така че Бари да се чувства героичен за успеха си в тях.
Лий записва себе си, Бари и Чан в местен отборен турнир по карате, но е малко затруднен, когато научава, че отборът трябва да има четирима членове. Норис присъства на турнира като гост и по настояване на Лий Чан убеждава Норис да се присъедини към отбора. Норис е готов да помогне на запален фен и има собствена мотивация за участие: той се е сблъсквал със Стоун няколко пъти и иска да му даде „урок по смирение“. Бари е зашеметен да открие, че ще работи заедно със своя идол.

## Продуциране
„Партньори“ е заснет основно в Хюстън, Тексас. Филмът е страничен проект на известния собственик на магазини за мебели в Хюстън Джим Макингвейл, който (в партньорство с Чък Норис и неговата кампания „Да изхвърлим наркотиците от училищата“) инвестира 8 милиона долара в продуцирането на този филм. Чък Норис, който се появява в много местни телевизионни реклами за Макингвейл, дава идеята за създаването на този филм и предпремачът се съгласява да го финансира и продуцира. В биографията си „Винаги мислете мащабно“ Макингвейл споделя, че навлизането в киното и продуцирането е било „изключително тежка работа“.

## Прием

### Бокс офис
Филмът дебютира под номер 2 в боксофиса. Той събира 17 180 393 щ.д. от прожекции в кината в САЩ.

### Отзиви на критиката
Филмът получава до голяма степен негативни отзиви от критиците. Въз основа на събрани 19 рецензии, филмът има 26% от Rotten Tomatoes, със средна оценка 4/10.

## Партньори в България
Филмът е пуснат на VHS касета от Мулти Видео Център през 1995 г.
| Превод             | Ирина Димитрова                                             |
| Озвучаващи артисти | Таня Петрова Васил Бинев Светозар Кокаланов Стефан Стефанов |
| Тонрежисьор        | Добромир Чочов                                              |